# Campionati africani di ginnastica aerobica 2014
I Campionati africani di ginnastica aerobica 2014 sono stati la 2ª edizione della competizione organizzata dalla Unione Africana di Ginnastica.
Si sono svolti a Walvis Bay, in Namibia, dal 17 aprile al 2 maggio 2014.

## Podi
| Evento                | Oro              | Argento                 | Bronzo           |
| Individuale maschile  | Sofiane Sahraoui | Gustany Massamba Mercia | Sofiane Sahraoui |
| Individuale femminile | Sihem Mansouri   | Dominique Mann          | Anuschka French  |
| Coppia mista          | Sudafrica        | Algeria                 | Non assegnato    |
| Trio                  | Sudafrica        | Non assegnato           | Non assegnato    |
| Gara a squadre        | Sudafrica        | Algeria                 | Rep. del Congo   |